# Eleocharis bifida
Eleocharis bifida är en halvgräsart som beskrevs av S.Galen Smith. Eleocharis bifida ingår i släktet småsäv, och familjen halvgräs. Inga underarter finns listade i Catalogue of Life.